# Manton S. Eddy

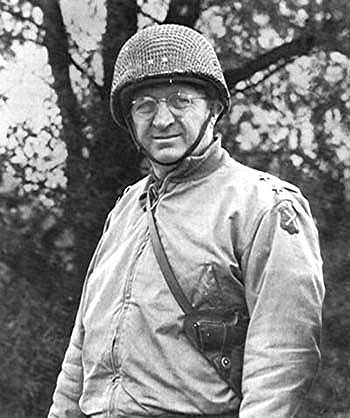
Manton S. Eddy

Manton Sprague Eddy (* 16. Mai 1892 in Chicago, Illinois; † 10. April 1962 in Fort Benning) war ein US-amerikanischer Lieutenant General der US Army. Er diente im Ersten Weltkrieg, als auch im Zweiten Weltkrieg und hatte mehrere hohe Posten während der Nachkriegszeit inne. Er war Lehrer an mehreren Militärschulen sowie Direktor des Bildungsapparates der US Army.

## Biografie

### Jugend und Einsatz im Ersten Weltkrieg
Eddy war der Sohn des Versicherungsmaklers George Manton Eddy und dessen Partnerin Martha Bishop Sprague.

Nachdem er in örtlichen Schulen in Chicago unterrichtet worden war, graduierte Eddy 1913 an der Shattuck Military School in Faribault, Minnesota. Unsicher, ob er eine Militärkarriere anstreben sollte, entschloss er sich, vorerst für eine Unfallversicherungsgesellschaft in Indiana zu arbeiten. 1916 entschied er sich dann aber doch, in der Armee zu dienen und wurde als Second Lieutenant in einer Infanterieeinheit der US Army aufgenommen. 1917 wurde er – nachdem er einen Offizierskurs an der Army Service School in Fort Leavenworth abgeschlossen hatte – zum Captain befördert.
Zum Ende des Ersten Weltkriegs, im April 1918, wurde Eddy mit der 4. US-Infanteriedivision nach Frankreich versetzt, wo er im August als Kommandeur eine Maschinengewehrkompanie bei der Aisne-Marne-Offensive eingesetzt wurde. Bei einer Operation am Fluss Vesle wurde Eddy verwundet, erholte sich dann aber rechtzeitig, um an der Meuse-Argonne-Offensive teilzunehmen. Als der Krieg beendet war, diente er als Kommandeur eines Bataillons. Im November 1918 wurde er im temporären Brevet-Rang zum Major befördert und diente bis zum Sommer 1919 zusammen mit der US-amerikanischen Besatzungsarmee in Deutschland, wonach er in die USA zurückkehrte.

### Zwischenkriegszeit
In der Zeit zwischen den beiden Weltkriegen diente Eddy in diversen Einheiten und war 1920 wieder Captain. Er besuchte einen Offizierskurs an der Infanterieschule in Fort Benning. Er heiratete 1921 Mamie Peabody Buttolph, mit der er eine Tochter hatte.
Eddy blieb bis 1925 an der Infanterieschule, wonach er erst zur Infanteriedirektion und dann zum Vorführungsregiment versetzt wurde. Im August 1925 wurde er an die Riverside Military Academy in Gainesville gesandt, wo er als Professor für militärische Chemie und Taktik tätig war. Nachdem er 1929 zur Infanterieschule zurückgekehrt war, schloss er 1930 den fortgeschrittenen Offizierskurs ab. Dem folgten zwei Jahre Dienst in Regimentern und Stäben auf Hawaii.
Von 1932 bis 1934 besuchte Eddy die Command and General Staff College in Fort Leavenworth und war von 1934 bis 1939 Taktiklehrer an der Schule. Nach dem Dienst als Regiments- und Stabsoffizier wurde er im März 1942 zum Brigadier General befördert und als stellvertretender Kommandeur der 9. US-Infanteriedivision eingesetzt.

### Zweiter Weltkrieg

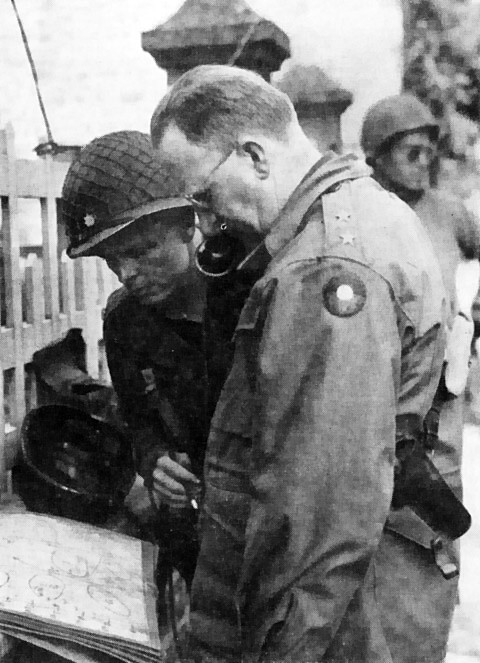
Eddy kurz nach dem D-Day

Durch seine langjährige Lehrtätigkeit hatte Eddy zwar kaum noch praktische Erfahrung. Trotzdem war er von 1941 bis 1942 Kommandierender Offizier im 114. Regiment. Im Juni 1942 wurde Eddy zum Generalmajor befördert und zum Kommandierenden General der 9. US-Infanteriedivision ernannt, die er während der Operationen in Nordafrika, Sizilien und in der Normandie führte. Er baute die Division auf und der alliierte Oberbefehlshaber Dwight D. Eisenhower stufte sie als eine seiner zwei besten Divisionen ein.
Eddy nahm im Juni 1944 mit seiner Division bei der Operation Overlord teil. Während der Schlacht um Cherbourg rückte er zusammen mit anderen US-amerikanischen Verbänden auf die französische Stadt Cherbourg vor. Seine Division und die 82. US-Luftlandedivision überraschten die Deutschen durch ihren schnellen Vorstoß und erreichten in der Nacht vom 17. auf den 18. Juni die Küste der Cotentin-Halbinsel. Die deutschen Verbände verfügten nicht über ausreichende Kräfte für einen organisierten Gegenangriff. Karl-Wilhelm von Schlieben, der am 23. Juni 1944 von Hitler zum Kommandanten der Festung Cherbourg ernannt worden war, entschloss sich am Abend des 26. Juni 1944 zur Kapitulation. Nach seiner Kapitulation zusammen mit Konteradmiral Walter Hennecke, dem Kommandanten der Seeverteidigung Normandie, gegenüber der 9. US-Infanteriedivision unter Eddy ergab sich von Schlieben mit über 800 anderen Soldaten in seinem unterirdischen Befehlsbunker in St. Sauveur und ging daraufhin in Kriegsgefangenschaft. Es folgte eine zweite, offizielle, Kapitulation im Schloss von Servigny, dem Hauptquartier von Generalmajor J. Lawton Collins.
Im August 1944 wurde Eddy zum Kommandierenden General des XII. US-Korps ernannt, die Pattons 3. US-Armee unterstellt war. Er spielte eine große Rolle im schnellen Vorstoß der 3. US-Armee durch Frankreich, bei der Überschreitung des Rheins und dem Vormarsch nach Deutschland. So hielten seine Einheiten auch während der Ardennenoffensive erfolgreich die Südflanke der deutschen Front. Im April 1945 zwang ihn eine Krankheit, in die Vereinigten Staaten zurückzukehren.
Eddy hatte zum Ende des Krieges vier der fünf höchsten US-amerikanischen Auszeichnungen für Tapferkeit erhalten. General Omar Bradley, einer seiner Vorgesetzten während des Krieges berichtete über ihn, dass er „seine Schritte sorgfältig plante, bevor er sie ging“ („[counted] his steps carefully before he took them“).

### Nachkriegszeit
Von 1946 und 1947 diente Eddy unter anderem als stellvertretender Kommandeur der 2. US-Armee und als Chef der Aufklärungs- und Geheimdienstabteilung im Büro des Chief of Staff of the Army. Er wurde 1948 zum Leiter des Command and General Staff College in Fort Leavenworth und zum Direktor des Bildungsapparates der US Army und 1950 zum stellvertretenden Kommandeur der europäischen Kommandostelle ernannt. Sechs Monate später wurde ihm das Kommando über die wieder aufgestellte 7. US-Armee übergeben. Nach zwei Jahren auf diesem Posten wurde er Kommandeur der US-amerikanischen Streitkräfte in Europa.
Eddy ging 1953 als Lieutenant General in den Ruhestand und kehrte nach Columbus zurück.
Er wurde auf den Nationalfriedhof Arlington beigesetzt.

## Auszeichnungen
- Distinguished Service Cross für die Eroberung von Cherbourg
- Silver Star
- Legion of Merit (2 ×)
- Bronze Star Medal (2 ×)
- Orden der Legion of Honour, Frankreich
- Order of the Bath, Vereinigtes Königreich

## Zitate
- „In a world where so much seems to be hidden by the smoke of falsity and moral degeneration, we Americans must grasp firmly the ideals which have made this country great. We must reaffirm the basic human values that have guided our forefathers. A revival of old-fashioned patriotism and a grateful acknowledgment of what our country has done for us would be good for all our souls.“[1]
- „Many officers and noncommissioned officers have the attitude of “Don’t do as I do, do as I say.” This type is not a leader. Men look to the leader for their model. A leader sets the proper example. Do everything you can to increase the personal pride of your men by your example. Cleanliness, neatness, and orderliness are evidence of personal pride. A proud outfit is a good outfit.“[2]